# Arthur Holmes
Arthur Holmes   (Gateshead, 14 de gener de 1890 - Londres, 20 de setembre de 1965) FRS FRSE va ser un geòleg britànic que va fer dues contribucions importants a la comprensió de la geologia. Pare de la taula dels temps geològics, va ser pioner en l'ús de la datació radiomètrica dels minerals i va ser el primer científic de la Terra que va comprendre les implicacions mecàniques i tèrmiques de la convecció del mantell, que finalment va portar a l'acceptació de la tectònica de plaques.

## Biografia
Va néixer a Hebburn, comtat de Durham, prop de Newcastle upon Tyne, fill de David Holmes, un ebenista, i la seva dona, Emily Dickinson.
Durant els seus estudis de primer cicle universitaris, va realitzar la seva primera datació radiomètrica utilitzant la combinació urani-plom per tal de determinar l'edat de les pedres. Llavors arran d'una pedra trobada a Noruega amb 370 milions d'anys, és a dir, del Devonià va decidir publicar tot un seguit de resultats l'any 1913, tres anys després d'haver-se diplomat. Tot això, després d'un viatge de sis mesos que va fer al Moçambic on hi cercarà minerals específics. Allà però va ser afectat i atès pel backwater fever, és a dir, una complicació de la malària. Per molt que això no constés en els registres britànics, el cas és que va aconseguir evitar el servei militar, si bé va desfer-se d'aquesta malaltia força ràpidament.
Continua els seus estudies a l'Imperial College, on s'unirà a un equip d'investigació. Obté el PhD el 1917 i passa a treballar per una petroliera a Birmània, però la companyia fa fallida. El científic torna doncs a Anglaterra l'any 1924; entremig perd el seu fill, víctima de disenteria a Birmània. Malgrat això, Holmes s'aventura com a professor de geologia a la Universitat de Durham. El 1943 seguirà el seu camí com a professor a la Universitat d'Edimburg fins arribada la jubilació el 1956.

## Aportacions
Arthur Holmes ha marcat la geocronologia gràcies al seu llibre mundialment conegut The Age of the Earth, publicat l'any 1913, on hi feia una divisió de la història del planeta terra similar a la taula dels temps geològics actuals, a més de considerar-hi que el planeta blau data de 1300 milions d'anys.
És l'un dels pocs d'aquella època en compartir la teoria de la tectònica de plaques d'Alfred Wegener. Segons diu, el mantell terrestre conté cèl·lules de convecció que fan dissipar la calor radioactiva fent que l'escorça es trenqui. En el seu segon llibre, publicat l'any 1944, igual de cèlebre que el primer, hi farà constar aquesta teoria. Principles of Physical Geology, nom de dit llibre, també aconseguirà fer-se un lloc destacar en la geocronologia, ja que s'aproparà a una visió actualment dita realista dels anys del planeta terra.